# 2-hidroksimetilglutarat dehidrogenaza
2-hidroksimetilglutarat dehidrogenaza (EC 1.1.1.291, HgD) je enzim sa sistematskim imenom (S)-2-hidroksimetilglutarat:NAD+ oksidoreduktaza. Ovaj enzim katalizuje sledeću hemijsku reakciju
()-2-hidroksimetilglutarat + + {\displaystyle \rightleftharpoons } 2-formilglutarat + +
+ se ne može zaminiti sa NAD+. Ovaj enzim formira deo puta nikotinatnog fermentacionog katabolizma kod Eubakterija barkeri. Drugi enzimi koji učestvuju u ovom putu su: EC 1.17.1.5 (nikotinatna dehidrogenaza), EC 1.3.7.1 (6-hidroksinikotinatna reduktaza), EC 3.5.2.18 (enamidaza), EC 5.4.99.4 (2-metilneglutaratna mutaza), EC 5.3.3.6 (metilitakonat Delta-izomeraza), EC 4.2.1.85 (dimetilmaleat hidrataza) i EC 4.1.3.32 (2,3-dimetilmalat lijaza).

## Literatura
- Nicholas C. Price; Lewis Stevens (1999). Fundamentals of Enzymology: The Cell and Molecular Biology of Catalytic Proteins (Third изд.). USA: Oxford University Press. ISBN 019850229X.
- Eric J. Toone (2006). Advances in Enzymology and Related Areas of Molecular Biology, Protein Evolution (Volume 75 изд.). Wiley-Interscience. ISBN 0471205036.
- Branden C; Tooze J. Introduction to Protein Structure. New York, NY: Garland Publishing. ISBN 0-8153-2305-0.
- Irwin H. Segel. Enzyme Kinetics: Behavior and Analysis of Rapid Equilibrium and Steady-State Enzyme Systems (Book 44 изд.). Wiley Classics Library. ISBN 0471303097.
- William P. Jencks (1987). Catalysis in Chemistry and Enzymology. Dover Publications. ISBN 0486654605.

## Spoljašnje veze
- 2-hydroxymethylglutarate+dehydrogenase на 